# Naissance en 910
Naissance
- 906
- 907
- 908
- 909
- 910
- 911
- 912
- 913
- 914

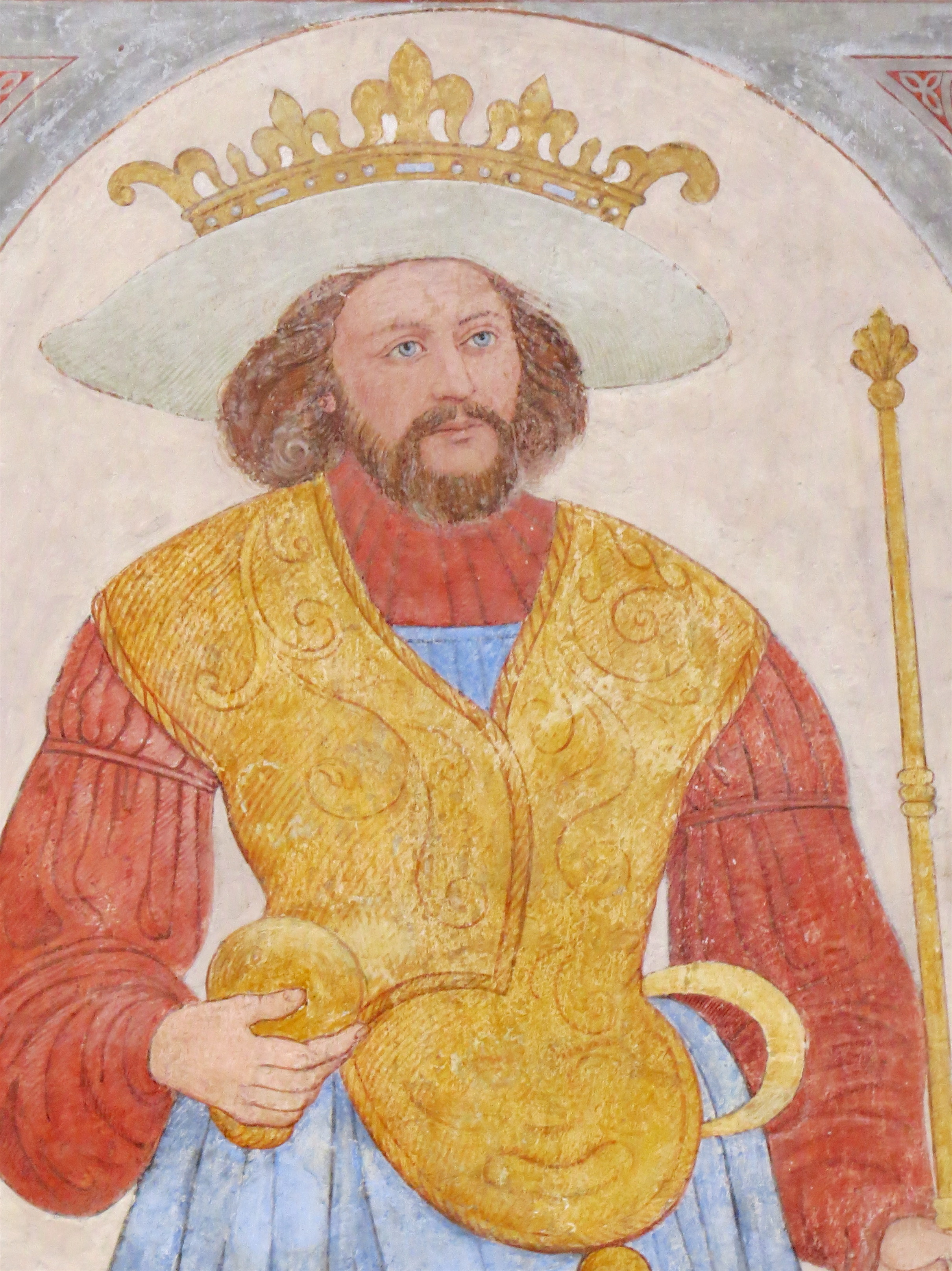
Harald Ier de Danemark né en 910.

Cette page dresse une liste de personnalités nées au cours de  l'année 910 :
- Alain Barbetorte, ou Alain II de Bretagne ou al louarn, comte de Poher puis le premier duc de Bretagne.
- Sahl ben Matsliah, sage karaïte.
- Guillaume III d'Aquitaine, ou Guillaume III de Poitiers, dit Guillaume Tête d'Étoupe, comte de Poitiers, sous le nom de Guillaume Ier et duc d'Aquitaine.
- Édith d'Angleterre, princesse anglaise, reine de Francie orientale, première épouse de l'empereur Othon le Grand.
- Harald Ier de Danemark,  dit Harald à la dent bleue, roi de Danemark.
- Nil de Rossano, saint gréco-italien.
- Adèle de Vermandois, comtesse consort de Flandre.
- Ekkehard Ier, moine puis écolâtre de l'abbaye de Saint-Gall.
- Étienne Lécapène, coempereur byzantin.
- Fujiwara no Asatada, poète de waka du milieu de l'époque de Heian et un membre de la noblesse japonaise.
- Minamoto no Saneakira, poète de waka du milieu de l'époque de Heian et noble japonais.

date incertaine
- Ferdinand González de Castille, comte de Castille.
- Hugues II de Lusignan, seigneur de Lusignan.
- Adalbert de Magdebourg, premier archevêque de Magdebourg et apôtre des Slaves et des Russes.

## Crédit d'auteurs
- Cet article est partiellement ou en totalité issu de l'article intitulé « 910 » (voir la liste des auteurs).